# Dalen

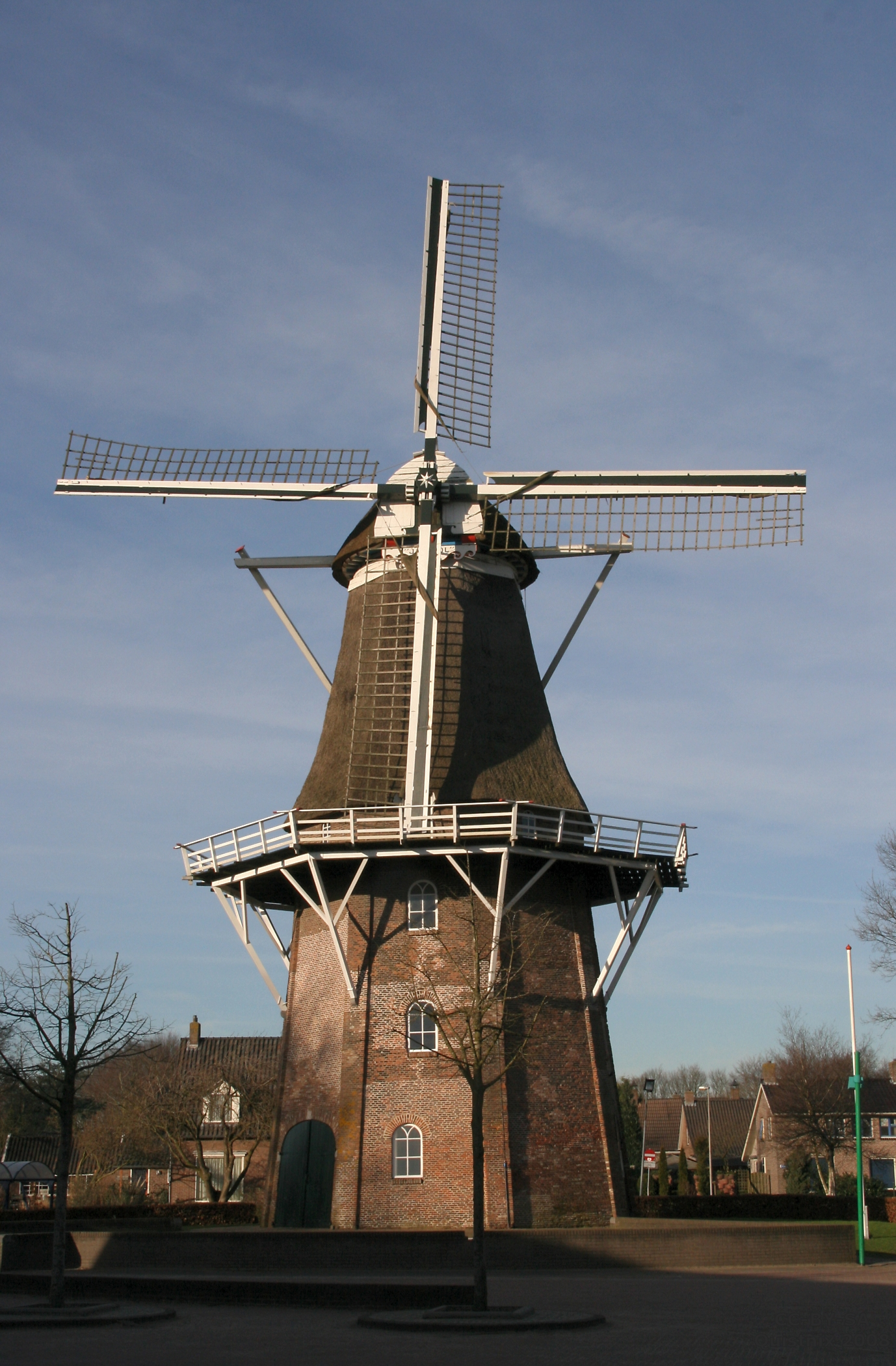
Wiatrak w Dalen

Dalen – miasto w Holandii przy drodze nr N34 między Zwolle a Emmen. Liczy 3470 mieszkańców (1 stycznia 2004).
W mieście działa klub piłkarski VV Dalen w 2006 roku grający w I lidze holenderskiej.